# Frei Lagonegro
Frei Lagonegro é um município brasileiro do estado de Minas Gerais. Sua população recenseada em 2022 pelo Instituto Brasileiro de Geografia e Estatística era de 3 391 habitantes. 

## Geografia
Localiza-se na Mesorregião do Vale do Rio Doce. 